# Szaeki Hirosi
Szaeki Hirosi (Hirosima, 1936. május 26. – 2010.) japán válogatott labdarúgó.

## Nemzeti válogatott
A japán válogatottban 4 mérkőzést játszott.

## Statisztika
| Japán válogatott | Japán válogatott | Japán válogatott |
| Időszak          | Mérk.            | gól              |
| ---------------- | ---------------- | ---------------- |
| 1958             | 1                | 0                |
| 1959             | 1                | 0                |
| 1960             | 0                | 0                |
| 1961             | 2                | 0                |
| Összesen         | 4                | 0                |